# Novlene Williams-Mills
Novlene Williams-Mills (26 de abril de 1982) é uma velocista jamaicana,  campeã mundial e medalhista olímpica no revezamento 4x400 metros.

## Carreira
Williams-Mills competiu na Rio 2016, conquistando a medalha de prata no revezamento 4x400 m.